# Façonné
Façonné, franska, beskriver särskilt delikata mönstereffekter som är invävda i tyget. Innebär också hopsömmande av plagg samt all slags sydd dekoration.